# Клисура (Софийска област)
Вижте пояснителната страница за други значения на Клисура.
Клисура е село в Западна България. То се намира в община Самоков, Софийска област.

## География
Село Клисура се намира на Клисурската седловина, гранична между Рила и Верила. Отстои на 25 км от Дупница и на 15 км от Самоков и е свързано с тях чрез автобусен транспорт. През селото минава популярният маршрут през 4-те планини: Витоша, Верила, Рила и Пирин. От Клисура, през най-ниската част на Рила – Лакатишка Рила, за 5 часа се стига до хижа „Вада“ и за 5.30 часа до хижа „Ловна“.

## Население
- 1934 г. – 749 жители
- 1946 г. – 980 жители
- 1956 г. – 963 жители
- 1975 г. – 510 жители
- 1992 г. – 350 жители
- 2001 г. – 278 жители
- 2008 г. – 228 жители
- 2009 г. – 227 жители
- 2010 г. – 224 жители

## История
Съществуват множество легенди и предания от османската власт. Най-известната е тази за дядо Спас, който една вечер сънувал как едър див овен е легнал до стария дъб. Като се събудил, станал и отишъл при дъба и наистина там имало овен. Старецът го хванал и го завлякъл в кошарата си. Цялото село разбрало, а най-накрая животното било заклано и от месото му бил направен курбан. Това е фолклорната част.
Най-старо сведение за с. Клисура датира от 1640-1646 г. Тогава домакинствата са били 59, а през 1674 г. – 60. Ако се приеме, че средно във всяко семейство е имало по пет члена, броят на жителите на селището е бил над 300. По време на кърджалийските размирици в края на 18 в. и началото на 19 в. селото било опустошено и голяма част от жителите му се преселили из Пазарджишко и Пловдивско. Останали обитателите на 15 къщи, които до Освобождението нараснали на 30.
През 1874 г. в селото е построена църквата „Св. Димитър Солунски“. Конструкцията ѝ е еднокорабна, кръстокуполна, ориентацията ѝ е в посока север-юг, което е едно рядко изключение от правилото всеки храм да бъде в посока изток-запад. Осветена е от тогавашния самоковски митрополит Доситей. През 2007 г. е декларирана като архитектурно-строителен и художествен паметник. Изработен е и осъществен проект за цялостна реставрация на църквата – икони, стенописи, дърворезби, царски двери.
Килийно училище в Клисура имало още преди Освобождението. То било до църквата - паянтово, на един етаж с две учебни стаи, канцелария и стая за квартира на учителя. От 1930 г. започва строителството на нова училищна сграда близо до площада. На 14 октомври 1932 г., Петковден, новото училище е тържествено открито. То е на един етаж, с четири класни стаи, канцелария, обществен салон със сцена, а в приземния етаж и помещения за детска градина. Учили са се 50-60 деца. Прогимназия е открита през 1941-1942 учебна година с 55 ученика. Поради миграцията и намаляването на децата през 1967-68 учебна година, прогимназията е закрита.
Основният поминък в това планинско село са осигурявали скотовъдството, земеделието и дърводобивът. Преди Освобождението Клисура е и важен въглищарски център. В рилските и верилските гори се виждат много следи от щетините и жижните на въглищарите. На половин километър източно от селото е имало самоков, а до него две видни. По-късно на мястото на видните били построени воденици. Няма сведения кога са престанали да работят видните и самоковът.
В ново време селото е благоустроено, има добър жилищен фонд, водоснабдено е, с добра транспортна връзка към по-големи селища, с добре работещо читалище – хубава библиотека и група за автентичен фолклор с множество награди.

## Културно-исторически и природни забележителности
- Единственото географско място в България, от което водят началото си рекички, вливащи се в две морета – Бяло и Черно море
- В местността „Свети Спас“ има 5 вековен красив дъб и малко параклисче. Освен това в четирите кръстни краища над селото има религиозни камъни и плочи на християнски светии.

## Личности
Родени в Клисура
- Христина Хранова Антонова (Ценкова) (1851 – 1922) – първата дипломирана практикуваща акушерка в България и първата жена морски спасител

## Редовни събития
Съборът в селото се провежда в последната събота на август, на празника Голяма Богородица.

## Други
Автобусен транспорт
- София – Клисура всеки ден. Има и други автобуси до Самоков с прекачване в тази посока.